# Yerevan
Yerevan (armeni: Երեվան o Երևան;  [jɛɾɛˈvɑn] (?·pàg.); de vegades Ierevan, és la capital d'Armènia i la ciutat principal del país. Està situada vora el riu Hrazdan, a 1.200 m d'altitud. Té una població d'1.106.300 habitants segons l'estimació de 2024, amb 1.342.200 a l'aglomeració urbana.
És un dels principals centres industrials, culturals i científics de la regió del Caucas del país i un important nus ferroviari i centre comercial de productes agrícoles. Les indústries de la ciutat produeixen metalls, eines, equipament elèctric, productes químics, tèxtils i alimentaris.
Té una universitat, l'Acadèmia Armènia de Ciències, un museu de l'estat i diverses biblioteques públiques. Entre els edificis importants en destaquen la Catedral, el Mercat i l'Òpera, a part de les ruïnes d'una fortalesa otomana del segle xvi.
Yerevan disposa de l'aeroport internacional de Zvartnots i d'una línia de metro, inaugurada el 1981.

## Etimologia

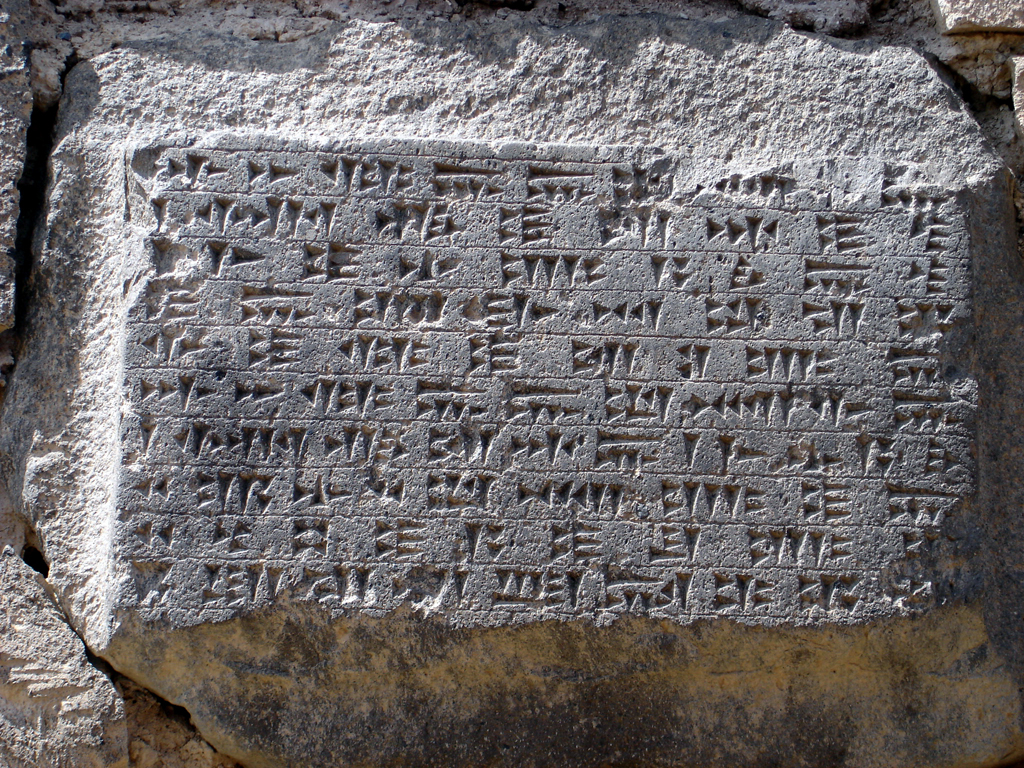
El certificat de naixement d'Erevan a la fortalesa d'Erebuni: una inscripció cuneïforme deixada pel rei Argisti I en una llosa de pedra basàltica sobre la fundació de la ciutat l'any 782 aC.

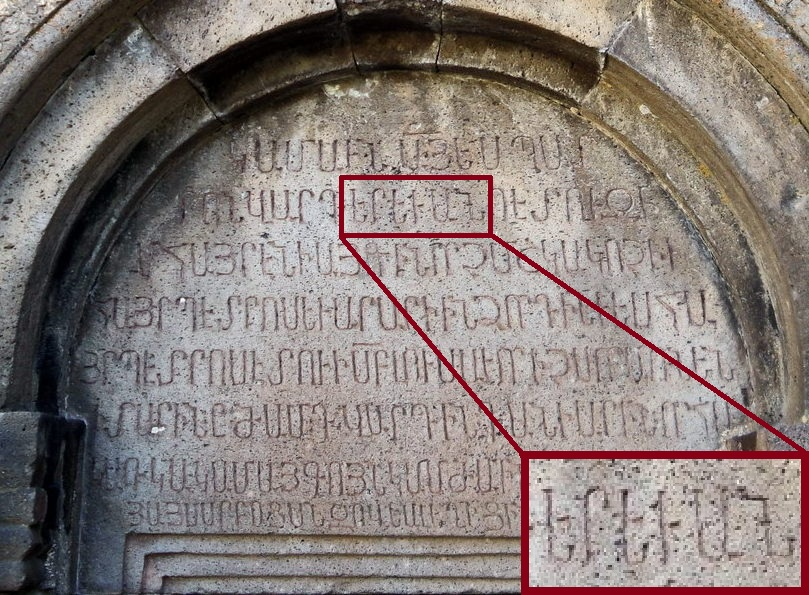
"YEREVAN" (ԵՐԵՒԱՆ) en una inscripció de Kecharis, que data de 1223

Es desconeix l'origen exacte del nom. Una teoria sobre l'origen del nom d'Erevan és que la ciutat va rebre el nom del rei armeni, Yervand (Orontes) IV, l'últim governant d'Armènia de la dinastia Oròntida, i fundador de la ciutat de Yerevandashat. No obstant això, és probable que el nom de la ciutat derivi de la fortalesa militar urartiana d’Erebuni (Էրեբունի), que va ser fundada al territori de l'actual Yerevan l'any 782 aC per Argisti I. Erebuni pot derivar de la paraula urartiana per "prendre" o "capturar", el que significa que el nom de la fortalesa es podria interpretar com "captura", "conquesta" o "victòria". A mesura que els elements de la llengua urartiana es van barrejar amb la de l'armeni, el nom finalment va evolucionar cap a Erevan (Erebuni = Erevani = Erevan = Erevan). L'erudita Margarit Israelyan assenyala aquests canvis en comparar inscripcions trobades en dues tauletes cuneïformes a Erebuni:
| « | La transcripció del segon cuneiforme bu [èmfasi original] de la paraula va ser molt essencial en la nostra interpretació, ja que és la b d'Urarta que s'ha canviat a l'armeni v (b > v). L'escriptura original de la inscripció deia «er-bu-ni»; per tant, el destacat armeniòleg-orientalista Prof. G. A. Ghapantsian s'hi va oposar amb raó, remarcant que l'Urartu b va canviar a v al començament de la paraula (Biani > Van) o entre dos vocals (ebani > avan, Zabaha > Javakhk)....En altres paraules, b es col·locava entre dues vocals. La veritable pronunciació de la ciutat-fortalesa era aparentment Erebuny. | » |

Els primers cronistes armenis cristians van connectar l'origen del nom de la ciutat amb la llegenda de l'arca de Noè. Després que l'arca va aterrar al mont Ararat i que les aigües del diluvi s'havien retirat, Noè, mentre mirava en direcció a Yerevan, es diu que va exclamar «Erevats!» ('va aparèixer!' en armeni), d'on es va originar el nom d'Erevan.
A la final de l'Edat Mitjana i els primers períodes moderns, quan Yerevan estava sota el domini turc i posteriorment persa, la ciutat era coneguda en persa com a Iravân (persa: ایروان . ). La ciutat era coneguda oficialment com Erivan (rus: Эривань ) sota el domini rus durant els segles XIX i principis del XX. La ciutat va ser rebatejada com a Erevan (Ереван) el 1936. Fins a mitjans de la dècada de 1970, el nom de la ciutat s'escrivia Erevan més sovint que Erevan en fonts angleses.

## Símbols

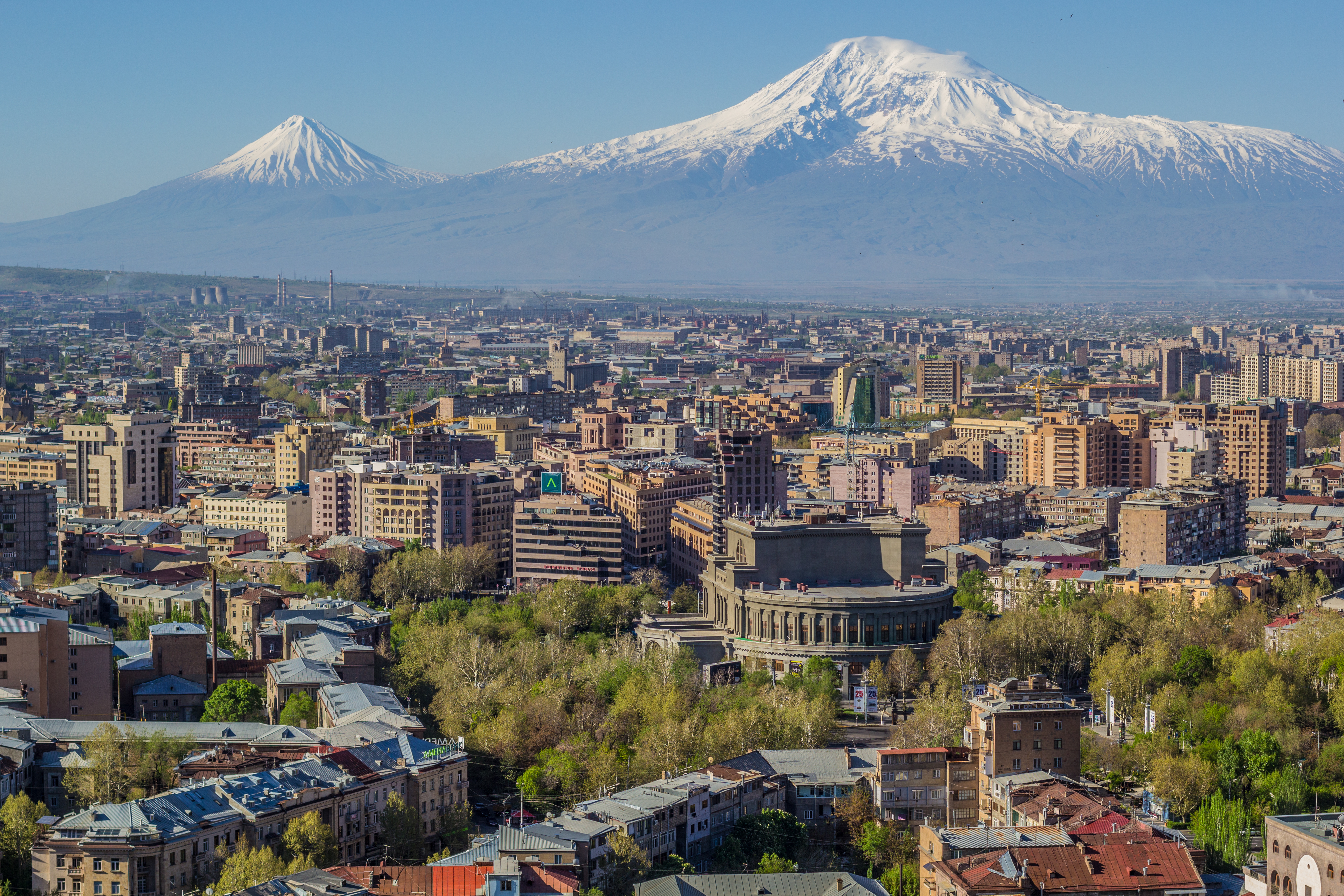
La montanya Ararat, símbol nacional d'Armènia, domina l'horitzó d'Erevan.

El símbol principal d'Erevan és la muntanya Ararat, que és visible des de qualsevol zona de la capital. El segell de la ciutat és un lleó coronat sobre un pedestal amb un escut que té una representació de la muntanya Ararat a la part superior i la meitat d'un signe d'eternitat armeni a la part inferior. L'emblema és un escut rectangular amb una vora blava.
El 27 de setembre de 2004, Yerevan va adoptar un himne, "Erebuni-Erevan", amb lletres escrites per Paruyr Sevak i musicades compostes per Edgar Hovhannisyan. Va ser seleccionat en un concurs per a un nou himne i una nova bandera que representarien millor la ciutat. La bandera escollida té un fons blanc amb el segell de la ciutat al mig, envoltada de dotze petits triangles vermells que simbolitzen les dotze capitals històriques d'Armènia. La bandera inclou els tres colors de la bandera nacional armènia. El lleó està retratat sobre el fons taronja amb vores blaves.
La ciutat està situada al cor de l'altiplà d'Armènia. Històricament, Yerevan es trobava al cantó de Kotayk (armeni: Կոտայք գավառ Kotayk gavar, que no s'ha de confondre amb l'actual província de Kotayk) de la província d'Airarat de la històrica Armènia Major.

## Geografia

### Topografia i paisatge urbà

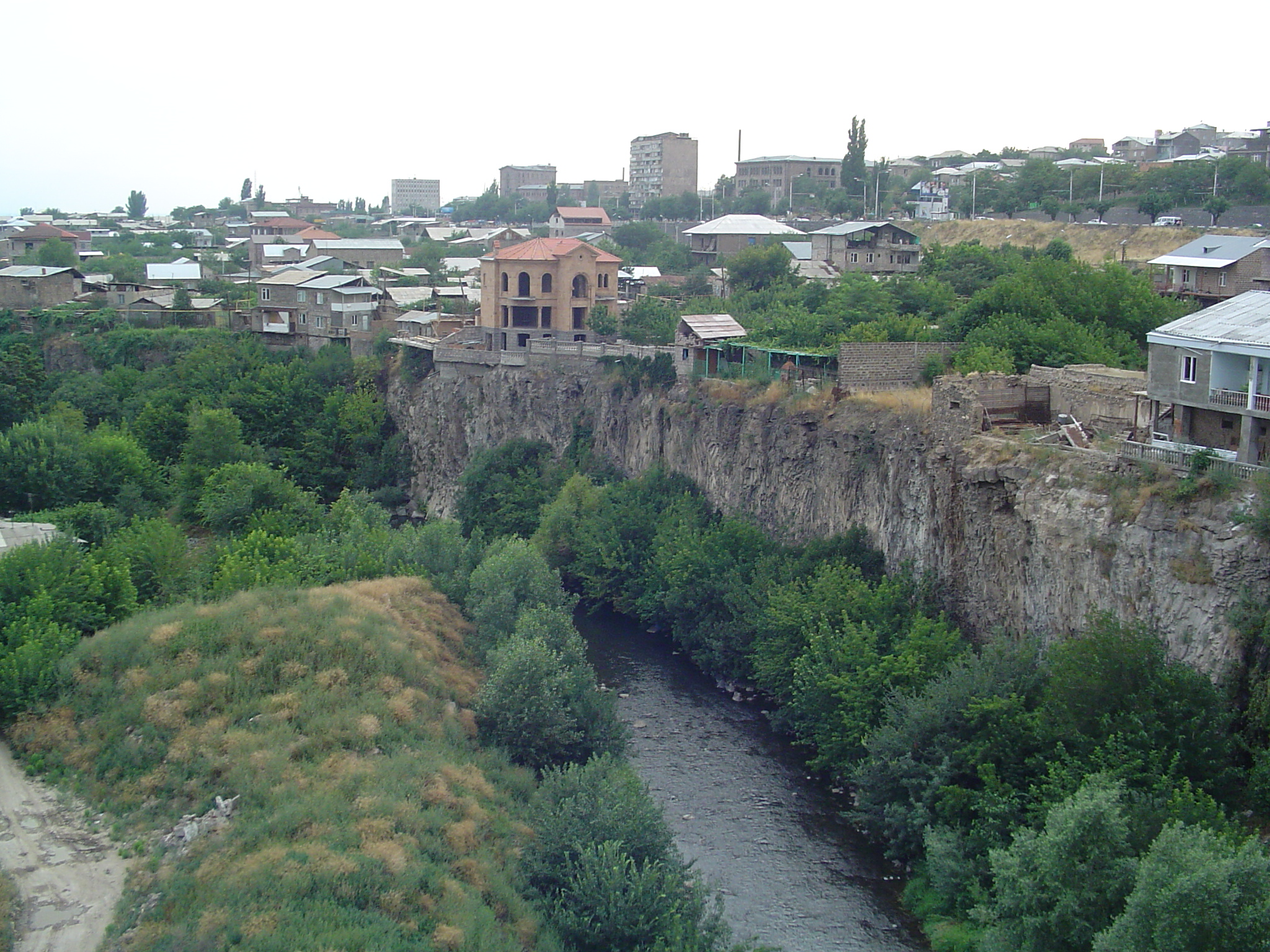
El riu Hrazdan travessant Yerevan

Yerevan té una alçada mitjana de 990 m, amb un mínim de 865 m i un màxim de 1390 m sobre el nivell del mar a les seves seccions sud-oest i nord-est, respectivament. Es troba entre les cinquanta ciutats més altes del món amb més d'1 milió d'habitants.
Yerevan es troba a la vora del riu Hrazdan, al nord-est de la Plana de l'Ararat, a la part central-oest del país. La part alta de la ciutat està envoltada de muntanyes per tres vessants mentre baixa cap a la vora del riu Hrazdan al sud. El Hrazdan divideix Yerevan en dues parts a través d'un pintoresc canó.

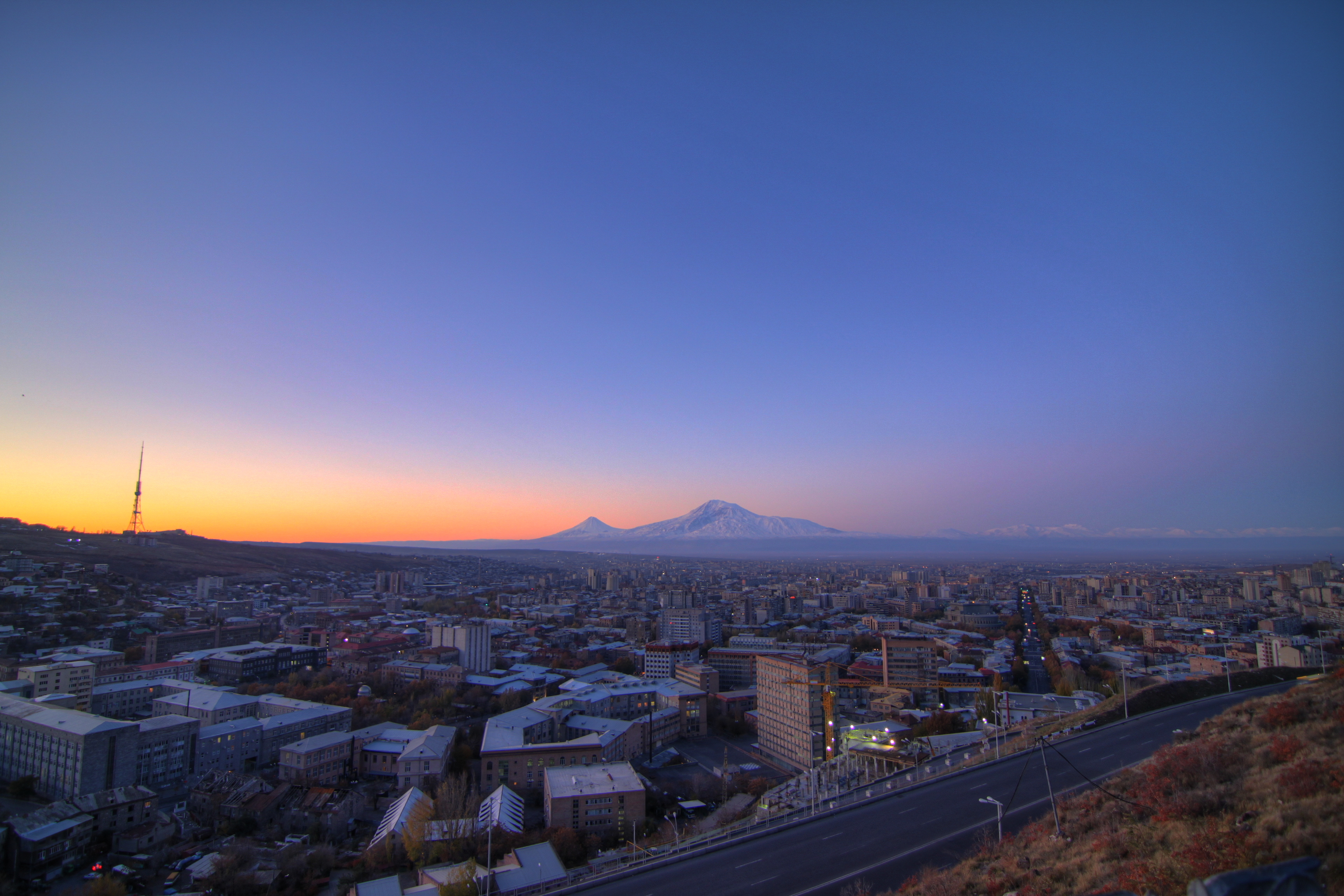
Erevan es troba a la part nord-est de la plana d'Ararat.

Segons l'actual divisió administrativa d'Armènia, Yerevan no forma part de cap marz ("província") i té un estatus administratiu especial com a capital del país. Limita amb la província de Kotayk al nord i l'est, la província d'Ararat al sud i el sud-oest, la província d'Armavir a l'oest i la província d'Aragatsotn al nord-oest.
La Reserva Estatal d'Erebuni, formada el 1981, es troba al voltant de 8 km al sud-est del centre de la ciutat dins del districte d'Erebuni de la ciutat. A una alçada entre 1300 i 1450 metres sobre el nivell del mar, la reserva ocupa una superfície de 120 hectàrees, formada principalment per estepes muntanyoses semidesèrtiques.

### Clima

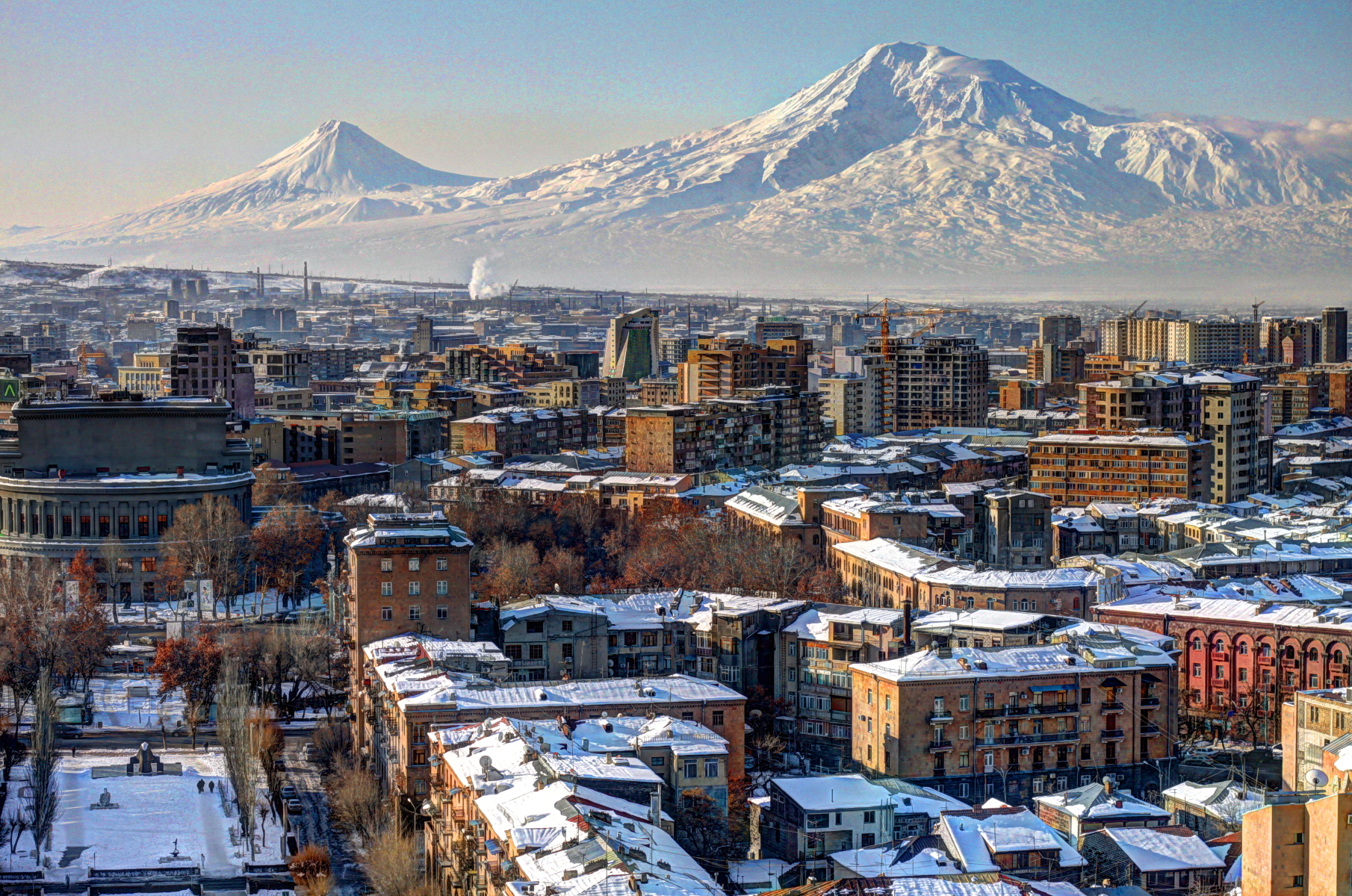
Vista hivernal d'Erevan

Yerevan presenta un clima d'estepa d'influència continental (classificació climàtica de Köppen: BSk o "clima fred semiàrid"), amb estius llargs, calorosos i secs i hiverns curts, però freds i nevats. Això s'atribueix al fet que Yerevan es troba en una plana envoltada de muntanyes ia la seva distància del mar i els seus efectes moderadors. Els estius solen ser molt calorosos i la temperatura a l'agost arriba als 40 °C, i els hiverns solen portar nevades i temperatures de congelació amb el gener sovint tan fred com -15 °C i inferior. La quantitat de precipitació és petita, ascendint anualment a uns 318 mm. Yerevan experimenta una mitjana de 2.700 hores de sol a l'any. El 12 de juliol de 2018, Yerevan va registrar una temperatura de 43,7 °C , que és la temperatura conjunta més alta que s'ha registrat mai a Armènia.

## Història
Yerevan és una ciutat antiga que ja apareix en una estela del rei d'Urartu Argisti I (786-764 aC), que esmenta la fundació d'Erebuni (Էրեբունի) l'any 782 aC, quan Urartu va conquerir la plana de l'Ararat fins a la riba dreta del llac Sevan i necessitava reforçar la seva posició a la regió mitjançant una fortalesa, en la qual va desplegar 6.600 soldats urartians i esclaus no urartians; encara avui dia es conserven les ruïnes de la fortalesa. Des de llavors ha estat un lloc d'importància estratègica i una cruïlla de camins per a les rutes de caravanes que enllaçaven Europa amb l'Índia. Fou anomenada Ierevan (o Erevan) des de, com a mínim, el segle vii aC, quan era la capital d'Armènia sota el domini dels perses.
Va seguir en general el destí d'Armènia, i fou disputada per romans i perses o parts i després per romans d'Orient i sassànides, fins que va passar a domini musulmà i de successives dinasties regionals. No era important en aquest temps i no va tornar a despuntar fins al segle xvi per estar al costat de Vagharxapat (en turc Üç Kilise = 'tres esglésies'), la seu del patriarcat armeni.
Més tard fou objecte de disputa entre Pèrsia i l'Imperi Otomà. Pertanyia a Pèrsia quan el 1583 fou ocupada pel sardar (comandant en cap) Ferhad Pasha. Abbas el Gran la va reconquerir; el 1616 els otomans la van assetjar però sense èxit. No obstant això, el 1632 finalment els turcs entraven a Yerevan, encara que la van perdre al cap de poc de temps i en el tractat de Kasr-i Shirin va quedar transferida a Pèrsia (1639). Evliya Çelebi la va visitar el 1647.
El 1722 davant l'enfonsament safàvida, els armenis es van revoltar i els maliks (senyors) de Siunia es van aliar i van formar el Principat de Kapan o Ghapan, independent de perses i turcs, sota el príncep David Beg i, a la seva mort (1728), sota Mkhitar Sparapet. Els otomans van ocupar Yerevan el 1724, fins al 1736. Llavors fou ocupada pels perses i en fou nomenat kan governador Tahmasp Kuli Khan (1736 - 1740). El van seguir diversos kans (i el territori fou conegut com a Kanat d'Erevan); des de 1747, en morir Nadir Shah, els kans foren de fet independents. El 1795 el kan Muhammad va reconèixer la sobirania qajar.
El 1803 el general Pàvel Tsitsiànov fou nomenat al Caucas i va intentar forçar el kan Muhammad a renunciar a la seva fidelitat a Pèrsia i sotmetre's a Rússia; la ciutat fou assetjada, però sense èxit, el 1804. Vers 1818 segons J. Morier tenia uns 18.700 habitants mascles entre 15 i 50 anys (la qual cosa suposaria una població de 75.000 persones, i això sense comptar els kurds, que eren uns 25.000 més) i, per tant, sembla més propi de la província que de la ciutat. En la Guerra russopersa de 1826-1827 Yerevan fou assetjada i els notables locals es van rendir al general Paskevitx (1 d'octubre de 1827), possessió confirmada pel tractat de Turkmançai del 22 de febrer de 1828, i fou abolit el kanat; llavors la població de la ciutat era de 7.331 musulmans i 3.937 armenis, o sigui, en total 11.463 persones; però tota la província tenia 115.152 habitants. Uns 20.000 turcs van abandonar Yerevan després de la conquesta, però encara hi van restar 18.827 nòmades turcmans.
Forma llavors l'óblast d'Armènia amb l'antic kanat d'Erevan i el de Nakhitxevan. El 1844 formà part del virregnat del Caucas, dins del qual va formar (1845) la província d'Erevan.
El 1918, en acabar-se la Primera Guerra Mundial, Armènia va formar part de la República Federal de Transcaucàsia (1918), que es va dissoldre ràpidament, i era llavors Yerevan capital de la república d'Armènia (1918); Yerevan fou ocupada pels otomans el 4 de juny de 1918, però l'evacuaren l'1 de novembre de 1918 després de l'armistici de Mudros del 30 d'octubre de 1918. Va restar capital d'Armènia, i del 1919 al 1920 incloïa els territoris armenis a l'est de Turquia. Perduts els territoris turcs davant els nacionalistes de Mustafà Kemal Ataturk, els comunistes en van prendre el poder (29 de novembre de 1920) i el 9 de desembre de 1920 renunciaven als territoris armenis de Turquia. El 12 de març de 1922 Yerevan va quedar dins la Republicà Socialista Soviètica de Transcaucàsia com una de les repúbliques constituents i el mateix any la federació entrava a la Unió Soviètica. En aquest any 1922 la població de la ciutat va arribar a 100.000 habitants. La República federativa va quedar dissolta el 5 de desembre de 1936 i Armènia va constituir una RSS separada, amb capital a Yerevan.
El 23 de setembre de 1991, ja amb el país de nou independent, va mantenir la capitalitat i el seu urbanisme fou remodelat per eliminar-ne les característiques soviètiques.

## Clima

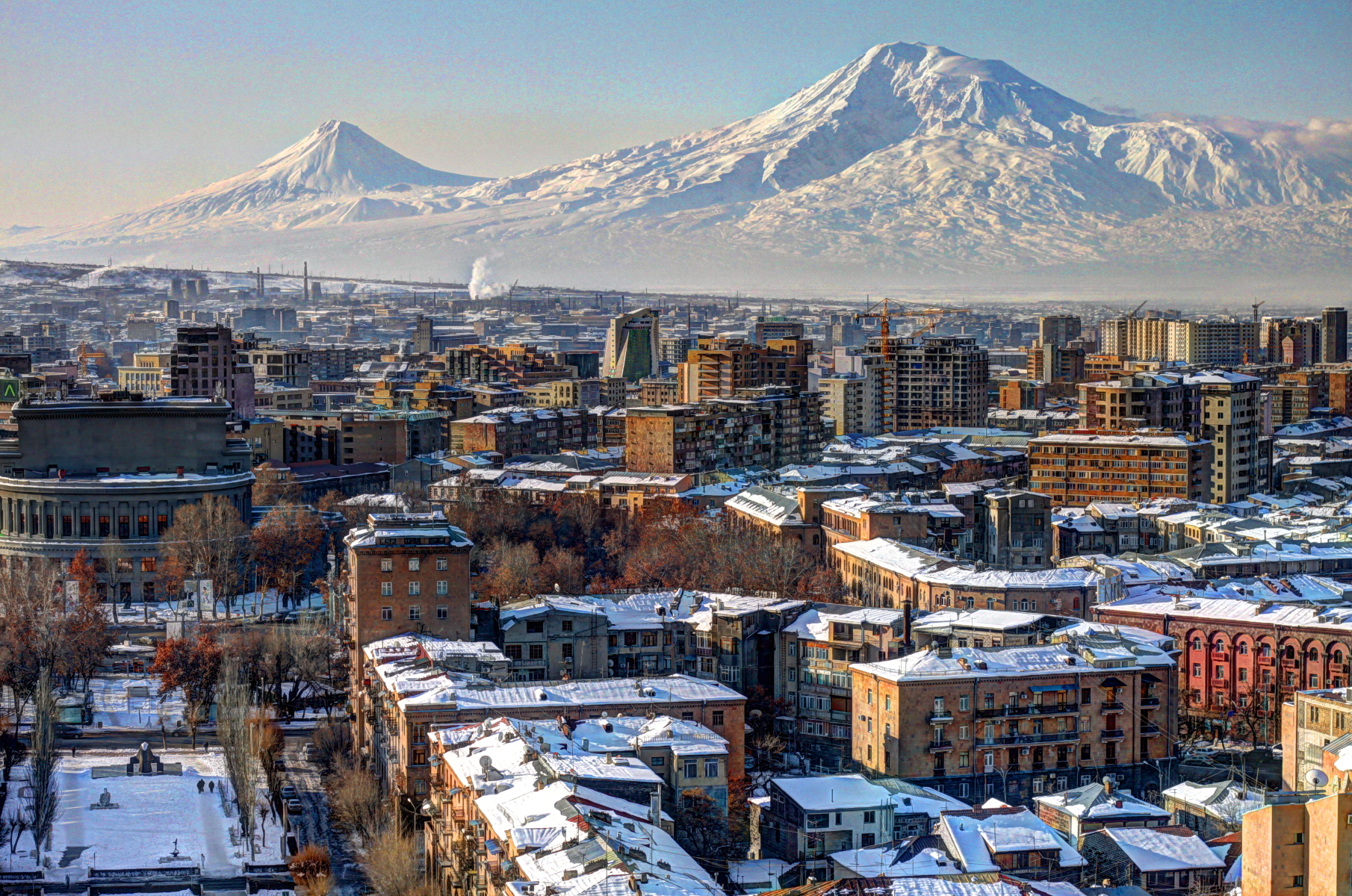
Vista hivernal d'Erevan

Yerevan té un clima continental influenciat pel clima d'estepa BSk o "clima semiàrid fred":
| Dades climàtiques a Erevan         | Dades climàtiques a Erevan | Dades climàtiques a Erevan | Dades climàtiques a Erevan | Dades climàtiques a Erevan | Dades climàtiques a Erevan | Dades climàtiques a Erevan | Dades climàtiques a Erevan | Dades climàtiques a Erevan | Dades climàtiques a Erevan | Dades climàtiques a Erevan | Dades climàtiques a Erevan | Dades climàtiques a Erevan | Dades climàtiques a Erevan |
| Mes                                | gen                        | febr                       | març                       | abr                        | maig                       | juny                       | jul                        | ag                         | set                        | oct                        | nov                        | des                        | anual                      |
| ---------------------------------- | -------------------------- | -------------------------- | -------------------------- | -------------------------- | -------------------------- | -------------------------- | -------------------------- | -------------------------- | -------------------------- | -------------------------- | -------------------------- | -------------------------- | -------------------------- |
| Màxima rècord °C (°F)              | 19.5 (67.1)                | 19.6 (67.3)                | 28.0 (82.4)                | 35.0 (95)                  | 34.2 (93.6)                | 38.6 (101.5)               | 41.6 (106.9)               | 42.0 (107.6)               | 40.0 (104)                 | 34.1 (93.4)                | 26.0 (78.8)                | 20.0 (68)                  | 42.6 (108.7)               |
| Màxima mitjana °C (°F)             | 1.2 (34.2)                 | 5.5 (41.9)                 | 12.6 (54.7)                | 19.4 (66.9)                | 24.1 (75.4)                | 29.9 (85.8)                | 33.7 (92.7)                | 33.4 (92.1)                | 28.7 (83.7)                | 21.0 (69.8)                | 12.4 (54.3)                | 4.6 (40.3)                 | 18.9 (66)                  |
| Mitjana diària °C (°F)             | −3.6 (25.5)                | 0.1 (32.2)                 | 6.3 (43.3)                 | 12.9 (55.2)                | 17.4 (63.3)                | 22.6 (72.7)                | 26.4 (79.5)                | 26.1 (79)                  | 21.1 (70)                  | 13.8 (56.8)                | 6.2 (43.2)                 | −0.2 (31.6)                | 12.4 (54.3)                |
| Mínima mitjana °C (°F)             | −7.5 (18.5)                | −4.4 (24.1)                | 0.7 (33.3)                 | 7.0 (44.6)                 | 11.2 (52.2)                | 15.4 (59.7)                | 19.4 (66.9)                | 18.8 (65.8)                | 13.4 (56.1)                | 7.5 (45.5)                 | 1.1 (34)                   | −3.9 (25)                  | 6.6 (43.9)                 |
| Mínima rècord °C (°F)              | −27.6 (−17.7)              | −26 (−15)                  | −19.1 (−2.4)               | −10.2 (13.6)               | −0.6 (30.9)                | 3.7 (38.7)                 | 7.5 (45.5)                 | 7.9 (46.2)                 | 0.1 (32.2)                 | −6.5 (20.3)                | −14.4 (6.1)                | −28.2 (−18.8)              | −28.2 (−18.8)              |
| Precipitació mitjana mm (polzades) | 20 (0.79)                  | 21 (0.83)                  | 29 (1.14)                  | 51 (2.01)                  | 42 (1.65)                  | 22 (0.87)                  | 16 (0.63)                  | 9 (0.35)                   | 8 (0.31)                   | 32 (1.26)                  | 26 (1.02)                  | 20 (0.79)                  | 296 (11.65)                |
| Mitjana de dies de pluja           | 2                          | 4                          | 8                          | 12                         | 12                         | 8                          | 5                          | 4                          | 4                          | 8                          | 7                          | 4                          | 78                         |
| Mitjana de dies de neu             | 7                          | 7                          | 2                          | 0.2                        | 0                          | 0                          | 0                          | 0                          | 0                          | 0.1                        | 1                          | 5                          | 22                         |
| Humitat relativa mitjana (%)       | 81                         | 74                         | 62                         | 59                         | 58                         | 51                         | 47                         | 47                         | 51                         | 64                         | 73                         | 79                         | 62                         |
| Mitjana mensual d'hores de sol     | 93.0                       | 108                        | 162                        | 177                        | 242                        | 297                        | 343                        | 332                        | 278                        | 212                        | 138                        | 92                         | 2.474                      |
| Font #1: Pogoda.ru.net             |                            |                            |                            |                            |                            |                            |                            |                            |                            |                            |                            |                            |                            |
| Font #2: NOAA (sun, 1961–1990)     |                            |                            |                            |                            |                            |                            |                            |                            |                            |                            |                            |                            |                            |

## Música
Yerevan és el centre principal de la música armènia i compta amb institucions molt importants, com el Conservatori Estatal de Yerevan, on es formen molts músics professionals. També hi ha la Filharmònica d'Armènia, que és l'orquestra del conservatori i que ofereix concerts regulars d’orquestra simfònica i altres formacions. A més, el Teatre d'Òpera i Ballet de Yerevan és un espai emblemàtic per a la música clàssica i l’òpera.